# Dimi de Jong
Dimi de Jong (L'Aia, 1º settembre 1994) è un ex snowboarder olandese.

## Biografia
Specializzato in slopestyle, big air e halfpipe e attivo a livello internazionale dall'ottobre 2007, de Jong ha debuttato in Coppa del Mondo il 31 ottobre dell'anno seguente, giungendo 41º nell'halfpipe di Saas-Fee e ha ottenuto il suo primo podio il 24 agosto 2011 a Cardrona, chiudendo 3º nell'halfpipe vinto dal finlandese Janne Korpi. Il 26 febbraio successivo ha vinto la sua prima e unica gara, lo slopestyle di Stoneham, nella stessa stagione ha vinto la Coppa del Mondo di disciplina.
In carriera ha preso parte a una rassegna olimpica e a tre iridate.

## Palmarès

### Mondiali juniores
- 1 medaglia:
  - 1 argento (halfpipe a Sierra Nevada 2012)

### Coppa del Mondo
- Vincitore della Coppa del Mondo di slopestyle nel 2012
- Miglior piazzamento nella Coppa del Mondo generale di freestyle: 2º nel 2012
- Miglior piazzamento nella Coppa del Mondo di big air: 8º nel 2012
- Miglior piazzamento nella Coppa del Mondo di halfpipe: 3º nel 2012
- 2 podi:
  - 1 vittoria
  - 1 terzo posto

#### Coppa del Mondo - vittorie
| Data             | Luogo    | Paese  | Disciplina |
| ---------------- | -------- | ------ | ---------- |
| 26 febbraio 2012 | Stoneham | Canada | SBS        |

Legenda:

SBS = Slopestyle